# Coppa del Mondo di skeleton 1988
La Coppa del Mondo di skeleton 1988 è stata la seconda edizione del massimo circuito mondiale dello skeleton, manifestazione organizzata annualmente dalla Federazione Internazionale di Bob e Skeleton; è iniziata il 30 gennaio 1988 a Sankt Moritz, in Svizzera, e si è conclusa il 14 febbraio 1988 a Winterberg, nell'allora Germania Ovest. Furono disputate tre gare, unicamente nel singolo uomini, in altrettante differenti località.
La tappa conclusiva di Winterberg assegnò anche il titolo europeo e quello nordamericano 1988.
Vincitore della coppa di cristallo, trofeo conferito al vincitore del circuito, fu l'austriaco Andi Schmid, alla sua seconda affermazione consecutiva nel massimo circuito mondiale dopo il successo ottenuto nell'edizione inaugurale del 1986/87.

## Calendario
| Località             | Data             | Uomini |
| -------------------- | ---------------- | ------ |
| Sankt Moritz         | 30 gennaio 1988  | ●      |
| Schönau am Königssee | 7 febbraio 1988  | ●      |
| Winterberg           | 14 febbraio 1988 | ●      |
| Totale               | Totale           | 3      |

|  | Tappa valida anche per il campionato europeo e per il campionato nordamericano |

## Risultati
| Data             | Località             | Primi classificati   | Secondi classificati | Terzi classificati        |
| ---------------- | -------------------- | -------------------- | -------------------- | ------------------------- |
| 30 gennaio 1988  | Sankt Moritz         | Andi Schmid Austria  | Alain Wicki Svizzera | Christian Auer Austria    |
| 7 febbraio 1988  | Schönau am Königssee | Andi Schmid Austria  | Alain Wicki Svizzera | Fred Markl Germania Ovest |
| 14 febbraio 1988 | Winterberg           | Alain Wicki Svizzera | Andi Schmid Austria  | Franz Plangger Austria    |

## Classifica
| Pos. | Nome atleta        | Nazione  | STM | KÖN | WIN | Punti |
| ---- | ------------------ | -------- | --- | --- | --- | ----- |
| 1    | Andi Schmid        | Austria  | 1   | 1   | 2   | 59    |
| 2    | Alain Wicki        | Svizzera | 2   | 2   | 1   | 58    |
| 3    | Christian Auer     | Austria  | 3   | 5   | 5   | 50    |
| 4    | Michael Grünberger | Austria  | nd  | nd  | 4   | 46    |